# Micropternus brachyurus
El carpintero rufo (Micropternus brachyurus) es una especie de ave piciforme de la familia Picidae nativa del sur de Asia. Es la única especie del género Micropternus. Construye su nido dentro del nido de las hormigas acróbata (Crematogaster).

## Descripción
Es un pájaro carpintero de tamaño mediano, de color rojizo con una ligera cresta y un pico negro corto y levemente curvado. Tiene vermiculaciones negras en el cuerpo rojizo y una raya oscura en el ojo. Las partes superiores están finamente barradas de negro. El macho tiene pequeñas manchas rojas en los ojos.

## Taxonomía
Esta especie fue anteriormente colocada en el género sudamericano Celeus, simplemente debido a su apariencia un tanto similar y por la falta de una mejor alternativa, pero difiere de estas especies en muchos aspectos. Los análisis de secuencias de ADN confirmaron que debe ser colocado en el género monotípico Micropternus. Sus parientes más cercanos parecen ser los pájaros carpinteros del género Meiglyptes y posiblemente Hemicircus.

## Subspecies
Se reconocen 10 subespecies:
- Micropternus brachyurus annamensis (Delacour & Jabouille, 1924)
- Micropternus brachyurus badiosus (Bonaparte, 1850)
- Micropternus brachyurus badius (Raffles, 1822)
- Micropternus brachyurus brachyurus (Vieillot, 1818)
- Micropternus brachyurus fokiensis (Swinhoe, 1863)
- Micropternus brachyurus holroydi (Swinhoe, 1870)
- Micropternus brachyurus humei (Kloss, 1918)
- Micropternus brachyurus jerdonii (Malherbe, 1849)
- Micropternus brachyurus phaioceps (Blyth, 1845)
- Micropternus brachyurus williamsoni (Kloss, 1918)